# Josep Maria Folch i Torres
Josep Maria Folch i Torres   (Barcelona, 29 de febrer de 1880 - Barcelona, 15 de desembre de 1950) fou un novel·lista, narrador i autor teatral. És considerat el creador del teatre català per a infants. La seva extensíssima producció, dedicada sobretot als infants i adolescents li donà una extraordinària popularitat, mai abans no aconseguida per un escriptor en català. Era el pare de Ramon Folch i Camarasa.

## Biografia
Fill del matrimoni format pel dissenyador de mobles Lluís Folch i Brossa i Lluïsa Torres i Llinàs. Va néixer en el si d'una família burgesa catalanista i culta de sis germans (cinc nois i una noia). Alguns d'ells foren també coneguts en la vida cultural, educativa i intel·lectual catalana. Fou germà del museòleg, historiador i crític d'art Joaquim Folch i Torres, del poeºta i polític Manuel Folch i Torres, de l'escriptor i periodista Ignasi Folch i Torres, i del pedagog, escriptor i professor Lluís Folch i Torres.
La família es va arruïnar a causa de la malaltia del pare i, en conseqüència, Folch i Torres hagué de deixar els estudis als escolapis de Sant Antoni per guanyar-se la vida. Era encara un adolescent quan es despertà la seva afició literària: li publicaren algun poema i es presentà a diversos premis. La primera poesia editada va ser "Lo primer bes" (L'Aureneta, 1897); l'any següent publicà "Pobre xicot!". També edità una revista amb un grup d'amics, Lo Conceller, i li publiquen "La Nisu" a La Renaixensa.
Inicialment alternà diversos oficis remunerats amb la literatura i amb l'activitat política: va ser secretari de la Unió Catalanista i conegué Domènec Martí i Julià. A partir del gener del 1899, publicà amb certa assiduïtat narracions curtes i guanyà els Jocs Florals. Escrigué en diverses revistes i dirigí L’Atlàntida i La Tralla, d'orientació catalanista radical.
L'onze de setembre de 1901 fou detingut durant una manifestació de protesta davant el Monument a Rafael Casanova convocada per Lluís Marsans i Solà i altres joves d'Unió Catalanista, i passà tres dies a la presó. Aquell mateix any començà a treballar a La Veu de Catalunya. Entre el 1902 i el 1905 va publicar a La Renaixensa un seguit d'articles amb el títol comú de «Pàgines Viscudes», títol que l'autor va ressuscitar més endavant quan va intensificar la seva presència a En Patufet.
Als Jocs Florals del 1904 guanyà tots els premis (la copa i els tres accèssits). L'any 1905 publicà un primer conte al Calendari d'En Patufet titulat "El nen perdut". També guanyà el primer premi del concurs de L'Avenç amb “Lària” i acabà essent el director del setmanari La Tralla al qual li donà un enfocament més obrer i catalanista. La posició nacionalista dels seus escrits provocaren diferents multes i segrests de la publicació. A la tardor d'aquell any publicà una sèrie d'articles, un d'ells contra Alejandro Lerroux, "Tu ets el Judes!", signat amb el nom de «Folytor» que provoquen que hagi d'anar a declarar diverses vegades davant del jutge.

## L'exili
A causa de la publicació a La Tralla el maig de 1905 d'un número commemoratiu de la independència de Cuba, li feren saber que la condemna podia ser molt més greu que el que sospitava i, el 25 de desembre de 1905, s'exilià a Perpinyà.
L'exili fou una etapa productiva tan pel que fa a la seva formació com a la seva assumpció d'escriptor professional. Guiat per Domènec Martí i Julià, completà la seva formació autodidacta amb un programa d'estudis que incloïa obres de literatura, filosofia i història d'autors clàssics i contemporanis. Durant aquest període fou el corresponsal d'El Poble Català i escrigué peces literàries que envià als diferents premis que es convocaven a Catalunya. Són obres de l'època de l'exili L'ànima en camí (1906), que guanyà el premi de novel·les catalanes de l'Editorial Patria de Madrid o Sobirania (1907). Per l'agost del 1908 tornà a Barcelona.
A partir d'aquells anys la seva producció es pot considerar "modernista", sobretot pels temes utilitzats: la temàtica rural, la confrontació de l'individu amb situacions límit, els personatges malaltissos..., encara que abordà temes que els modernistes refusaven, com la problemàtica obrera, la dialèctica entre massa i l'individu, les desigualtats per la manca d'escolarització, etc. Apart de les obres ja citades podem esmentar Anímiques (1908), L'ànima en camí (1908) i Joan Endal (1909).

## Escriptor per a infants (1910-1938)
Des de l'any 1905, Folch i Torres havia col·laborat esporàdicament amb la revista infantil En Patufet. L'any 1910 té lloc el fet probablement més decisiu de la seva vida. L'editor d'En Patufet, Josep Baguñà, li encarregà una novel·la per a joves, i així neix Les aventures extraordinàries d'en Massagran, que s'anirà editant per plecs distribuint-se juntament amb el setmanari. Gràcies al gran èxit d'En Massagran, Folch i Torres entra a la revista com a redactor i després n’esdevé el director.
A partir d'aquell moment i fins al final de la Guerra Civil espanyola, Folch i Torres es dedicà de ple i amb intensitat a la literatura infantil i juvenil. Escrigué un gran nombre de novel·les cada any per a la «Biblioteca Patufet», col·lecció d'aventures amb temes d'època, del país, exòtics, urbans o rurals. Quan l'editor veu la potencialitat comercial de les pàgines que li presenta Folch i Torres decideix convertir la novel·la en un suplement d'En Patufet, en fulletons setmanals: n'hi ha d'humorístiques com “En Bolavà detectiu” (1911), d'inspirades en Jules Verne com “El gegant dels aires” (1911), de l'Oest americà com “Per les terres roges” (1912), de sentimentals com “En Larió i la Carmina o el cavaller del Nas Roent” (1917), “L'infant de la diligència” (1923), “La vida o els fets d'en Justí Tant-se-val” (1929) o “Les memòries de Maria Vilamarí“ (1937), entre moltes altres.
El 27 de març de 1915 hi publicà una historieta recuperant el títol «Pàgines viscudes». Fins al 1938, en publicarà centenars sota aquest títol, al principi sota el pseudònim de “El Narrador Gentil”, i sempre il·lustrades pel seu amic Joan G. Junceda (1881-1948). En elles reflecteix escenes de la vida quotidiana, tractades amb un to sentimental, la lliçó moral i el contrapunt realisme-idealisme, amb un substrat de vegades dramàtic, vorejant sovint el sentimentalisme. Aquestes històries constituïren un gran èxit de vendes d'En Patufet (65.000 exemplars setmanals) i contribuïren a la normalització de la llengua catalana.

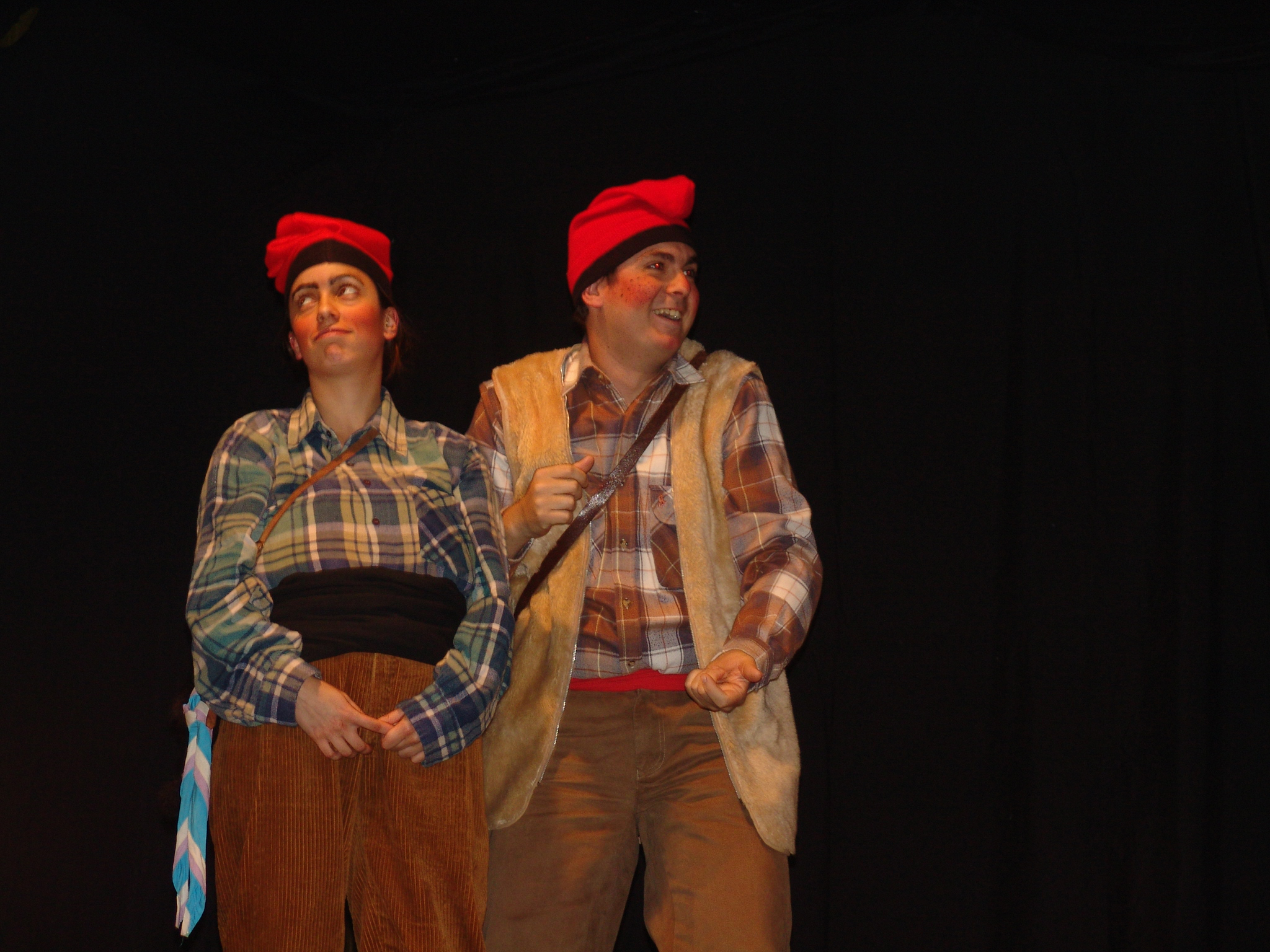
En Rovelló i en Lluquet a Els Pastorets de Josep Maria Folch i Torres, representats al Col·legi Pare Manyanet

L'èxit més aclaparador li arribà però sobretot amb la seva dedicació al teatre infantil. El 1916 va rebre l'encàrrec de la Junta d'Espectacles del Coliseu Pompeia dels caputxins de renovar l'obra teatral nadalenca d'Els Pastorets. La peça es titulà Els pastorets o l'adveniment de l'infant Jesús i fou estrenada el Nadal d'aquell any al mateix Coliseu Pompeia. Es tracta de l'obra més representada de la producció teatral catalana de tots els temps. Aquest èxit l'anima a reprendre l'activitat d'autor teatral que havia abandonat prematurament arran del fracàs del seu primer intent el 1901, Trista Aubada. L'any següent s'estrenà Muset i Bernadeta a Sant Boi de Llobregat. El salt definitiu que li va permetre guanyar-se la confiança de l'empresariat teatral fou l'estrena de La xinel·la preciosa o Galdric i Guiomar. El primer empresari en confiar en ell fou Evarist Fàbregues, amb ell estrenà durant dues temporades (1918-1920) al Teatre Romea unes vint obres. La col·laboració s'incrementà quan Fàbregues fou substituït per Josep Canals. Ell fou qui l'esperonà a acabar l'obra La Ventafocs la qual havia interromput en saber que Jacinto Benavente preparava una adaptació similar. Amb l'estrena d'aquesta obra, la seva consagració teatral va ser definitiva.
El 1920 fundà el moviment Pomells de Joventut, moviment que no tenia lligam amb cap partit polític i que volia recollir la força sociològica dels lectors d'En Patufet. Aquest moviment fou prohibit per la dictadura del general Primo de Rivera el 1923.
A partir de 1924 crea la «Biblioteca Gentil» de novel·la rosa juvenil. Editada per Baguñà, era de periodicitat mensual i ell va ser l'únic autor durant quatre anys (1924-28). Amb un públic eminentment femení, la col·lecció gaudí d'un gran èxit: d'alguns títols se n'editen trenta mil exemplars. També publicà diverses novel·les breus a les col·leccions «La Novel·la Nova», «Biblioteca Maria Rosa» i «Mon Tresor».
La producció infantil i juvenil de Folch i Torres és enorme, està formada per multitud de novel·les d'aventures (Biblioteca Patufet), 48 novel·les rosa (Biblioteca Gentil), 51 obres de teatre i més de 1.200 «Pàgines viscudes», a més de petites narracions i escrits diversos que van aparèixer a les pàgines d'En Patufet. Amb tot, l'especialització de Folch i Torres a la literatura infantil i juvenil va provocar, per altra banda, l'aparició d'un corrent crític a la seva obra per part de bona part del món cultural del país. Es criticava el sentimentalisme de les seves novel·les rosa i la productivitat extraordinària de la seva ploma, que feia malpensar pel que fa a la qualitat literària. Tot i això, segons Joan Sales, tingué el mèrit de «donar als nens d'aleshores una consciència prou clara de l'existència al nostre país d'unes desigualtats injustes i d'uns estats de misèria lamentables», i captà per a la lectura en català un públic nombrosíssim i de tots els estrats socials del país.

## La guerra i el silenci (1938-1950)

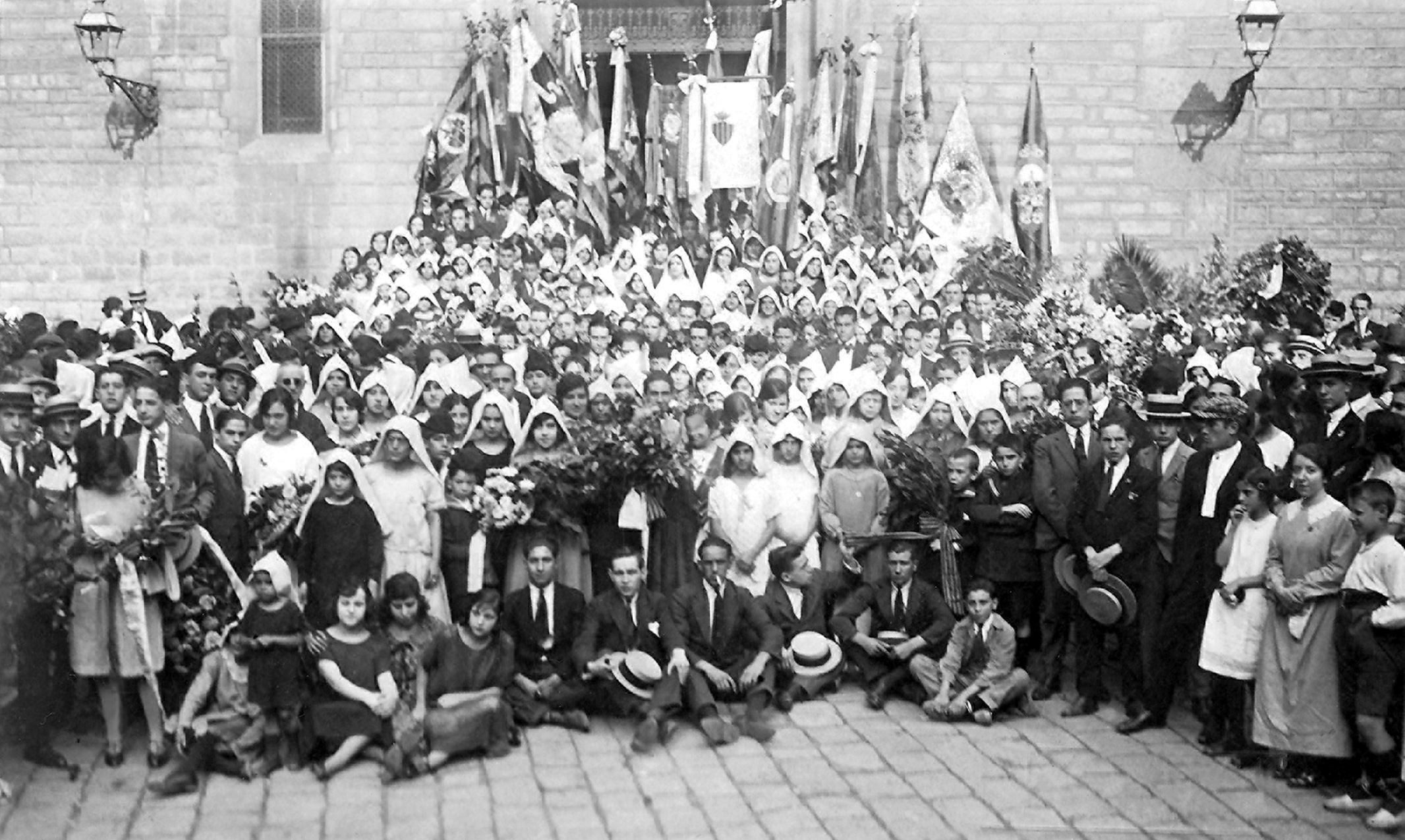
Pomells de Joventut l'11 de setembre de 1923. Diada Nacional de Catalunya.

Iniciada la Guerra Civil, el sindicat d'Arts Gràfiques de la CNT retingué el setmanari En Patufet, i Folch i Torres ha de comparèixer davant una representació del sindicat per donar aclariments respecte del moviment Pomells de Joventut i altres manifestacions públiques de la seva manera de pensar. Tot i això, al llarg de la guerra continuà col·laborant amb la revista amb unes «Pàgines viscudes» escrites amb especial cura per evitar manifestar les seves creences religioses. També col·laborà el 1937 amb el guió d'una emissió radiofònica sobre el tema de la masia catalana patrocinada per una empresa alimentària, que li permet ingressar alguns diners durant aquesta època d'escassetat. Amb la guerra, Folch i Torres té un primer gran daltabaix amb la mort del seu fill Jordi Folch i Camarasa a la batalla de l'Ebre. La tragèdia quedà reflectida en una de les seves darreres «Pàgines Viscudes», “El fill que no torna” publicada el novembre de 1938.
Amb l'ensulsiada que va patir el país amb la guerra i la repressió del català, Folch i Torres va quedar fora de qualsevol possibilitat de continuar la seva tasca. Va fer alguns intents d'escriure en castellà i participà en algun programa cultural radiofònic. Tanmateix, aviat deixà aquesta activitat. A partir de 1940 i durant tres anys, pintà natures mortes i vengué els seus quadres a un marxant per mantenir la família. S'acabà d'ensorrar amb la mort la seva esposa, Maria Camarasa, el 1945. Al 1946, el Teatre Romea restituí el teatre català per a infants i ho fa amb la seva adaptació de La Ventafocs. Folch i Torres morí a Barcelona el 15 de desembre de 1950. La seva tomba és al Cementiri de Montjuïc (agrup. 7a, nínxol columbari B 532).

## Obra literària

### Novel·la
- Lària (1904)
- Aigua Avall (1905)
- Sobirania (1907)
- Anímiques (1908)
- Joan Endal (1909)
- Una vida (1910)
- Anima de camí (1912)
- Vers la llum (1916)

### «Biblioteca Patufet»
- Aventures extraordinàries d'en Massagran (1910)
- El gegant dels aires (1911)
- En Bolavà, detectiu: memòries íntimes d'un detectiu eixerit (1911)
- Les aventures d'en Bolavà en el país dels xinos (1912)
- El miracle de la carta (1912)
- La vella seca (1912)
- El bon cor d'en Jaumetó (1912)
- L'Eudalet, el seu gos i el seu violí (1912)
- El rastre de pinyols (1912)
- El sac encantat (1912)
- Els sabatots de la Guerideta (1912)
- Guinart i Griselda (1912)
- El bram de l'ase (1912)
- L'ermità Bernat (1912)
- El bosc feréstec (1912)
- La pastorella de Niuflorit (1912)
- La fortuna del ceguet (1912)
- Per les terres roges (1912)
- Black, el cavall fidel (1913)
- El sagal de mon perill (1913)
- En Peret Nyigo-nyigo (1913)
- En Joanic de la vaca (1913)
- Foc a la cua del llop (1913)
- Damisel·la Beatriu (1913)
- El "Detective" i el pagès (1913)
- El més valent (1913)
- Els dos captaires (1913)
- El gos dels gitanos (1913)
- En Joan Babau (1913)
- La filla de l'enginyer (1913)
- Gentil (1913)
- El tresor (1913)
- En Ginjolet (1913)
- El borrissol (1913)
- En Jordi Bel en el país de l'or (1913)
- Vida i aventures d'en Jordi Bel (1913)
- La família del capità Delmar (1913)
- El rei de les Muntanyes Blaves (1914)
- La conquesta de les Muntanyes Blaves (1914)
- Caçador improvisat (1914)
- En Marcel i la Marta (1914)
- El contrabandista (1914)
- Per la neu (1914)
- L'aventura d'en Pau Poc (1914)
- El camell d'Alim (1914)
- L'escolanet de Sant Guim (1914)
- La barretina de l'Antonet (1914)
- El colom blanc (1914)
- L'asilat misteriós (1914)
- Els dos nebots (1914)
- El comte audaciós (1914)
- Els enemics (1914)
- En Picarol i la Bailina (1914)
- La medalla de l'Agneta (1914)
- Les sabatetes precioses (1914)
- El gos agraït (1914)
- Un petit hèroe (1914)
- La punta del cigarret (1914)
- Bon averany (1914)
- La riuada (1914)
- La fortuna d'en Jack (1914)
- La tragèdia de la mina (1914)
- En Bernat turista (1914)
- El cavall de cartró (1914)
- L'estany de Montcortés (1914)
- Un mossega, mossegat (1914)
- Una història interessant (1914)
- Els fills del capità Delmar al Pol (1914)
- La fortuna d'en Pere Virolet (1915)[13]
- El retorn accidentat d'en Virolet (1915)
- En Patufet i l'amic (1915)
- La prova (1915)
- Els reis de l'Estevet (1915)
- El pastoret de Polònia (1915)
- El gos qui parla (1915)
- El captaire misteriós (1915)
- La pell del gos (1915)
- Com se trobà l'infant perdut (1915)
- El músic misteriós (1915)
- Un home de sort (1915)
- Conte trist (1915)
- El marxant fingit (1915)
- El ramell de romaní (1915)
- La gesta d'en Felipó (1915)
- Quan el roser florirà (1915)
- El tresor de la verge (1915)
- La pageseta ideal (1915)
- El préssec picat (1915)
- Una ànima d'artista (1915)
- L'ex-vot (1915)
- La mort d'en Perot (1915)
- Diàleg sentimental (1915)
- En Saltiró (1915)
- El ram de roses (1915)
- Figuretes de pessebre (1915)
- El Nadal d'en Vicentó (1915)
- La glòria d'en Jaumó Rabadà (1915)
- La vida extraordinària d'en Jaumó Rabadà (1915)
- El drama de sota la terra (1916)
- Muset i Bernardeta (1916)
- La conversió d'en Joanot (1916)
- La flor de l'ametller (1916)
- La perla (1916)
- El pomell misteriós (1916)
- La venjança d'en Tanet (1916)
- Enyorament (1916)
- El mocador brodat (1916)
- El drama de la neu (1916)
- La perla confitada (1916)
- El gos del guia (1916)
- L'aranya (1916)
- La carta (1916)
- Ram-Daji (1916)
- Lladres a la masia (1916)
- La medalla d'honor (1916)
- A l'hostal d'en Belluga (1916)
- La filla del guarda-bosc (1916)
- La sopa de l'oncle (1916)
- Nit de tempesta (1916)
- La casa dels orfanets (1916)
- El barret d'en Gerrico (1916)
- Les mitges de llana (1916)
- Les castanyes (1916)
- El paraigua de la Merceneta (1916)
- El vailet (1916)
- Pioc, pioc! (1916)
- La glòria d'en Jaumó Rabadà (1916)
- De sota terra a plena llum (1916)
- En Larió i la Carmina o el cavaller Nasroent (1917)
- Ànima blanca (1917)
- El jec d'en Bielet (1917)
- La guardiola d'en Tonet (1917)
- L'Emili, sportman (1917)
- El parany (1917)
- El llenyater barbut (1917)
- El mocador d'en Bernat (1917)
- Maig florit (1917)
- El pastor fidel (1917)
- Els dos escolans (1917)
- El foc de Sant Joan (1917)
- El cor del poble (1917)
- El pastoret de les cançons (1917)
- La heroica barquera (1917)
- L'home dels camins (1917)
- La victòria del vailet (1917)
- El bover de l'Alsàcia (1917)
- El príncep hàbil (1917)
- El gos d'en Badoret (1917
- El pastor dels esclops (1917)
- La bona pastoreta (1917)
- L'afillat (1917)
- Fred primerenc (1917)
- En Minguet dels ocells (1917)
- La bella història d'en Tupinet (1917)
- Ànimes blanques (1917)
- L'anada heroica d'en Tupinet (1917)
- El castell encantat o en Larió i la Carmina (1918)
- La modista de nines (1918)
- Veure-ho per creure-ho (1918)
- Conte de la neu (1918)
- La gentil Guillermina (1918)
- El Menut (1918)
- El Nostre Pa (1918)
- En Guidó lleig (1918)
- La bondat salva (1918)
- En Maginet, bover (1918)
- Les joies de la Verge (1918)
- Jaquet i Rosanela (1918)
- Liseta (1918)
- Les calces velles (1918)
- La Verge del Cim (1918)
- Les pedretes (1918)
- El gall de Nadal (1918)
- El beneitó i l'eixerit (1918)
- Rosanela o el secret del joglar (1919)
- Niu d'àligues o la llum de la vall (1919)
- La injusta acusació (1919)
- La Peireta redolaire (1919)
- El bon cor d'en Nadó (1919)
- La sorpresa d'en Tomasó (1919)
- L'Espigolera (1919)
- Una gràcia de caritat (1919)
- En Recoi (1919)
- El bon Janiquet (1919)
- En Manic (1919)
- Les batallades misterioses (1919)
- Els préssecs (192-)
- Borrallons de neu: diàleg en vers (1920)
- L'encàrrec (1920)
- Camina que caminaràs (1920)
- Perduda en el bosc (1920)
- Petita, bonica (1920)
- La justícia del Tom (1920)
- Riu avall, cel amunt (1920)
- En Jeponet dels bous (1920)
- El menut menudó (1920)
- Sempre hi ha un camí (1920)
- La bella paga (1920)
- Nadaleta (1920)
- Els Reis d'en Janet i la Beleta (1920)
- Una vida heroica (1921)
- Les memorables aventures d'en Roc Gentil (1921)
- Griselda (1921)
- El més menut (1921)
- El retorn d'en Mundet (1921)
- Lariet (1921)
- El dolç record (1921)
- Conte del bosc (1921)
- La petita de la caputxa (1921)
- La nosa (1921)
- El fill del condemnat (1921)
- El cop de roc (1921)
- En Jaminet i l'Anneta (1921)
- Les espardenyes (1921)
- La marqueseta (1921)
- Aventures extraordinàries d'en Massagran: història completa i detallada de les trifulgues, peripècies i desoris d'un noi de casa bona (1921)
- Fugint de les terres roges (1922)
- La vida extraordinària d'en Jaumó Rabadà (1922)
- La glòria d'en Jaumó Rabadà (1922)
- Nit d'àligues, o la llum de la vall (1922)
- La Rosabel de les trenes d'or (1922)
- L'infant de la diligència (1923)
- Liseta de Constants o les astúcies d'en Fidel Delfí (1923)
- La Rosabel de les trenes d'or (1925)
- La cegueta Hèlia o La llum de Jesús (1925)
- La llum de Jesús o la cegueta Hèlia (1925)
- Cati o la filla del moliner (1926)
- Blaiet i Guideta o els estudis d'en Bernat (1926)
- La princesa i el pastor (1926)
- Elisabet o el perseguit de Valldorteu (1926)
- Les aventures d'en Boi Delit (1927)
- La vida i els fets d'en Justí Tant-se-val (1929). (Edició actual: Adesiara editorial, Martorell, 2019).
- Les aventures del pobre Friquet (1930)
- La blanca casa de la mareselva (1931)
- Marcel de Fortià (1931)
- La cruel herència (1933)
- L'anell perdut (1934)
- Les formidables aventures d'en Pere Fi (1934)
- La senyoreta de Casa Just (1935)
- L'oculta veritat (1936)
- Les memòries de Maria Vallmarí (1937)
- La vida íntima d'en Claudi Ordal (1938)

### Col·lecció «Biblioteca Gentil»
- Quan floriran els atmellers (1924)
- El camí de la felicitat (1924)
- Com la rosada (1924)
- La dolça melodia (1924)
- Per que fuges de mi? (1924)
- Una llàgrima (1924)
- Una flor vora el camí (1924)
- Aquella paraula (1924)
- Ànima endins (1925)
- La més petita de les tres (1925)
- L'anell de prometatge (1925)
- L'ànima en camí (1925)
- Era un matí de primavera (1925)
- Fulles de rosa (1925)
- La meva promesa (1925)
- L'amic Albert (1925)
- La seva mà (1925)
- Una vida (1925)
- La neboda de l'oncle Bernat (1925)
- L'una i l'altra (1925)
- Una veu en la quietud (1926)
- El prometatge de Jordi Amat (1926)
- La sospita (1926)
- Les confidències de Claudina (1926)
- L'amiga Marta (1926)
- Les hores que tornen (1926)
- Perdó (1926)
- El nostre goig de cada dia (1926)
- Una mentida (1926)
- El secret (1926)
- Jamineta (1926)
- La inconeguda (1926)
- Una nota insuportable (1927)
- Història d'una pobra noia (1927)
- Potser sí, potser no… (1927)
- El lluminós horitzó (1927)
- Els tres germans d'Isabel (1927)
- El foraster (1927)
- El segon de Casa Arnau (1927)
- Margarida (1927)
- La germana gran (1927)
- El temps mudable (1927)
- La filla de tothom (1927)
- El jardí abandonat (1927)
- Diari d'un jove (1928)
- Una trista història (1928)
- La noia bonica (1928)
- Retorn (1928)
- Ester, la noia que cerca la veritat (1931)
- La carta (1932)

### Teatre infantil i juvenil
- Els pastorets o l'adveniment de l'infant Jesús (1916)
- La Xinel·la preciosa o Galdric i Guiomar (1918)
- La Ventafocs: rondalla popular (1920)
- Camina que caminaràs (1920)
- Com els ocells (1920)
- Les aventures d'en Massagran (1921)
- La resposta: pas de comèdia (1921)
- El més petit de tots (1922)
- La Rosabel de les trenes d'or (1922)
- La filla del moliner (1922)
- La llum de Jesús (1922)
- El príncep blanc (1923)
- Blaiet, vailet (1923)
- El miracle de Nadal (1923)
- El menut del sac (1923)
- La princesa i el pastor (1924)
- L'anell meravellós (1925)
- La marqueseta no sap que té (1926)
- L'infant que no sap son nom (1926)
- El secret de la capseta d'or (1926)
- Com els ocells; Les arracades de la verge; Les confidències de Nineta; El menut del sac. (Peces breus, 1927)
- La rondalla del miracle (1927)
- El viatge prodigiós d'en Pere-sense-por (1928)
- L'auca d'en Patufet (1929)
- Les arracades de la reina (1931)
- El rei que no reia (1931)
- D'aquesta aigua no en beuré (1931)
- Julieta, filla única (1932)
- La resposta; La neu que pel camí hi ha; Fruita d'estiu; El vailet nou (Peces breus, 1932)
- L'Hora heroica; Flor del paradís; De jardí a jardí; Reiet (Peces breus, 1934)
- Una vegada era un pastor (1934)
- Una noia per casar (1936)